# Trithyris latifascialis
Trithyris latifascialis là một loài bướm đêm trong họ Crambidae.